# José María Sánchez Martínez
José María Sánchez Martínez (Lorca, 3 ottobre 1983) è un arbitro di calcio spagnolo.

## Carriera
José María Sánchez Martínez debutta in Segunda División B nel 2010, per poi essere promosso in Segunda División la stagione seguente. Il 29 agosto 2015 dirige la sua prima partita in Primera División: Real Sociedad-Sporting Gijón. Nel 2017 viene designato come arbitro per la finale di ritorno di Supercopa de España 2017 tra Real Madrid e Barcellona.
Nel 2017 viene altresì inserito nelle liste FIFA e il 13 luglio è chiamato a dirigere l'incontro valido per le qualificazioni in Europa League tra AS Trenčín e Bnei Yehuda. Il 22 marzo 2019 è chiamato a dirigere il suo primo incontro tra nazionali maggiori, in occasione dell'amichevole tra Argentina e Venezuela. Il 2 maggio 2019 viene inserito nella lista di ufficiali di gara aventi mansioni esclusivamente VAR per il campionato mondiale femminile di calcio 2019.
Il 1º dicembre 2019 viene designato per dirigere il delicato match di Souper Ligka Ellada 2019-2020 tra Olympiacos e PAOK. Il 10 gennaio 2020 viene designato come arbitro della finale di Supercopa de España 2019 tra Real Madrid e Atlético Madrid.
Viene designato come arbitro per il campionato mondiale di calcio Under-20 2023 tenutosi in Argentina.